# La Algarrobera
La Algarrobera es una localidad peruana ubicada en el distrito de Cristo Nos Valga, perteneciente a la provincia de Sechura del departamento de Piura, al norte del Perú. En el 2017 tenía una población de 17 habitantes.